# الحسن بن موسى الأشيب
الحسن بن موسى الأشيب، أبو علي البغدادي (133 هـ - 209 هـ) الإمام الحافظ الثقة قاضي الموصل وحمص، وأحد رواة الحديث النبوي.

## روايته للحديث
روى عن: أبان بن يزيد العطار، وإبراهيم بن سعد الزهري، وجرير بن حازم، وحريز بن عثمان الحمصي، وحماد بن زيد، وحماد بن سلمة، وزهير بن معاوية، وسعيد بن بشير الدمشقي، وسعيد بن زيد، وشريك بن عبد الله النخعي، وشعبة بن الحجاج، وسنان بن عبد الرحمن، وعبد الله بن لهيعة، وأبي شهاب عبد ربه بن نافع الحناط، وعبد الرحمن بن عبد الله بن دينار، والعلاء بن خالد بن وردان، والفرج بن فضالة، والليث بن سعد، والمبارك بن فضالة، وأبي هلال محمد بن سليم الراسبي، ومحمد بن عبد الرحمن بن أبي ذئب، ومهدي بن ميمون، وورقاء بن عمر اليشكري، وأبي عوانة الوضاح بن عبد الله، ويعقوب بن عبد الله القمي.
روى عنه: إبراهيم بن موسى الرازي، وإبراهيم بن يعقوب الجوزجاني، وأحمد بن الخليل البرجلاني، وأحمد بن حنبل، وأحمد بن منصور الرمادي، وأحمد بن منيع، وإسحاق بن الحسن الحربي، وحجاج بن الشاعر، والحسن بن علي الخلال، وأبو خيثمة زهير بن حرب، وعباس بن محمد الدوري، وأبو بكر عبد الله بن محمد بن أبي شيبة، وعلي بن حرب الطائي الموصلي، وعلي بن شيبة بن الصلت السدوسي، والفضل بن سهل الأعرج، ومحمد بن أحمد بن الجنيد الدقاق، ومحمد بن أحمد بن أبي العوام الرياحي، وأبو بكر محمد بن إسحاق الصاغاني، ومحمد بن عبد الله بن المبارك المخرمي، ومحمد بن منصور الطوسي، وهارون بن عبد الله الحمال، ويعقوب بن شيبة السدوسي.

## أقوال العلماء فيه
- قال يحيى بن معين: ثقة.
- وقال علي بن المديني: ثقة.
- وقال أحمد بن حنبل: من مثبتي أهل بغداد.[6]
- وقال الخطيب البغدادي: أخبرنا محمد بن أحمد بن رزق، قال: أخبرنا محمد بن أحمد بن الحسن، قال: حدثنا عبد الله بن أحمد بن حنبل، قال: حدثني أبي، قال: حدثنا حسن الأشيب، قال: جاءني سعد بن إبراهيم بن سعد، فقال: عارضني بحديث شعبة، قال: وكان الأشيب ضابطا لحديث شعبة وغيره، فلذلك طلب إليه سعد أن يعارضه به.[7]
- ذكره ابن حبان في كتاب الثقات.[8]